# Município de Medina (condado de Medina, Ohio)
O município de Medina (em inglês: Medina Township) é um município localizado no condado de Medina no estado estadounidense de Ohio. No ano de 2010 tinha uma população de 8.537 habitantes e uma densidade populacional de 183,65 pessoas por km².

## Geografia
O município de Medina encontra-se localizado nas coordenadas 41° 10′ 40″ N, 81° 49′ 22″ O. Segundo o Departamento do Censo dos Estados Unidos, o município tem uma superfície total de 46.49 km², da qual 46,31 km² correspondem a terra firme e (0,37 %) 0,17 km² é água.

## Demografia
Segundo o censo de 2010, tinha 8.537 habitantes residindo no município de Medina. A densidade populacional era de 183,65 hab./km². Dos 8.537 habitantes, o município de Medina estava composto pelo 96,73 % brancos, o 1,03 % eram afroamericanos, o 0,12 % eram amerindios, o 1,14 % eram asiáticos, o 0,32 % eram de outras raças e o 0,67 % eram de uma mistura de raças. Do total da população o 1,28 % eram hispanos ou latinos de qualquer raça.